# William Bacon Oliver
William Bacon Oliver (* 23. Mai 1867 in Eutaw, Greene County, Alabama; † 27. Mai 1948 in New Orleans, Louisiana) war ein US-amerikanischer Rechtsanwalt und Politiker (Demokratische Partei).

## Werdegang

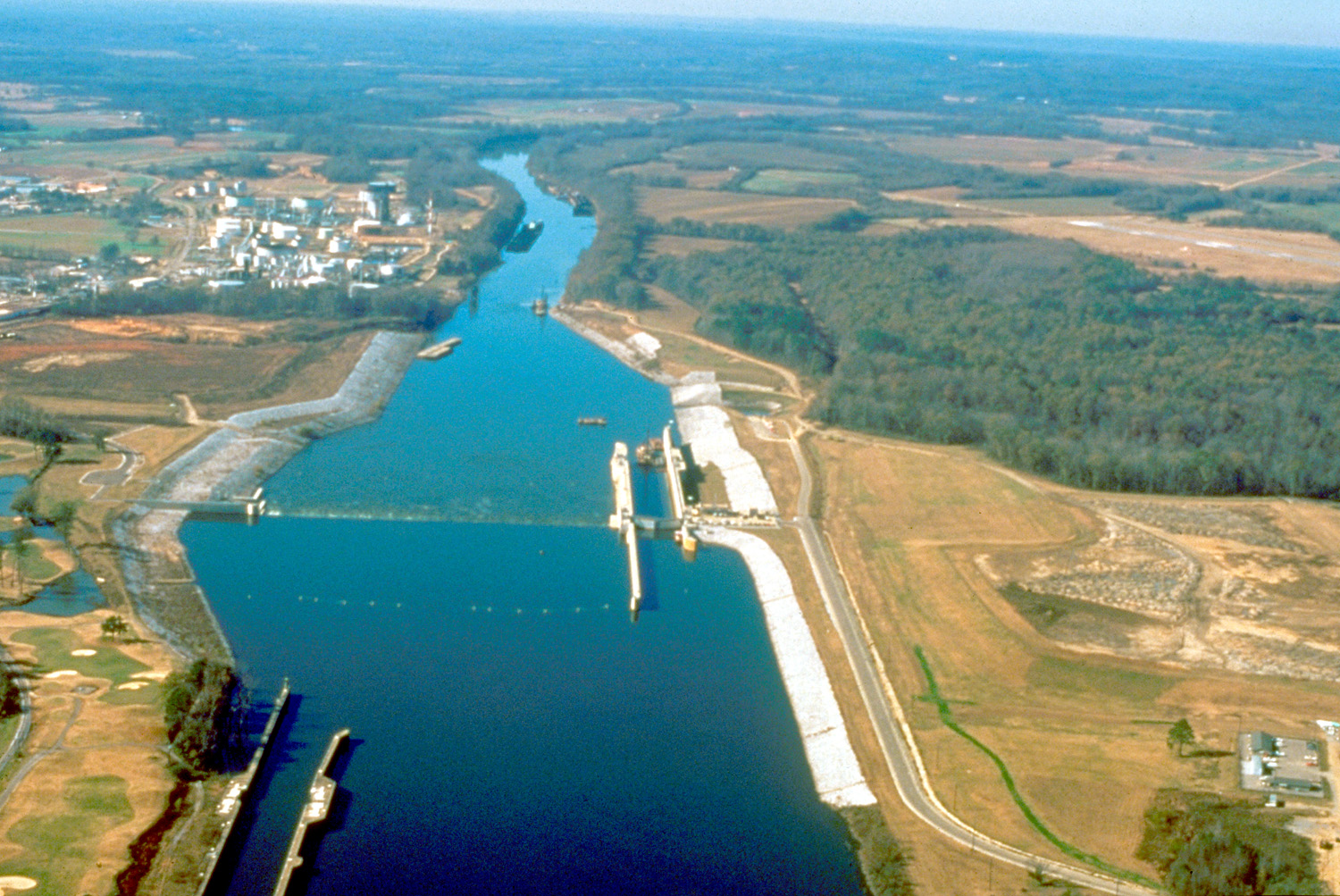
William Bacon Oliver Lock and Dam in Tuscaloosa (Alabama)

William Bacon Oliver besuchte die Gemeinschaftsschule. Er graduierte 1883 an der Verner College Preparatory School in Tuscaloosa, 1887 an dem Academic Department der University of Alabama und 1889 an deren Law Department. Ferner nahm er 1889 an einem Sonderlehrgang der juristischen Fakultät der University of Virginia in Charlottesville teil. Seine Zulassung als Anwalt bekam er 1889 und fing dann in Tuscaloosa an zu praktizieren. Er wurde 1898 zum Solicitor für den 6. Gerichtsbezirk von Alabama ernannt, einen Posten, den er bis zu seinem Rücktritt 1909 bekleidete. Danach war er von 1909 bis zu seinem Rücktritt 1913 als Dekan der juristischen Fakultät der University of Alabama tätig.
Oliver verfolgte ebenfalls eine politische Laufbahn. Er hatte mehrere Jahre den Vorsitz über das Democratic Central Committee of Tuscaloosa County. Dann nahm er 1924 als Delegierter an der Democratic National Convention teil. Oliver wurde in den 64. US-Kongress gewählt und in die zehn nachfolgenden US-Kongresse wiedergewählt. Er entschied sich 1936 gegen eine Kandidatur für den 75. US-Kongress. Oliver war im US-Repräsentantenhaus vom 4. März 1915 bis zum 3. März 1937 tätig.
Danach war er vom 22. Juli 1939 bis zu seinem Rücktritt am 1. Mai 1944 als Special Assistant des Attorney General tätig. Oliver verstarb 1948 bei einem Besuch in New Orleans. Sein Leichnam wurde nach Eutaw überführt, wo er auf dem Eutaw Cemetery beigesetzt wurde. Er war ein Cousin von Sydney Parham Epes, einem US-Abgeordneten aus Virginia.